# 스타터 (엔진)

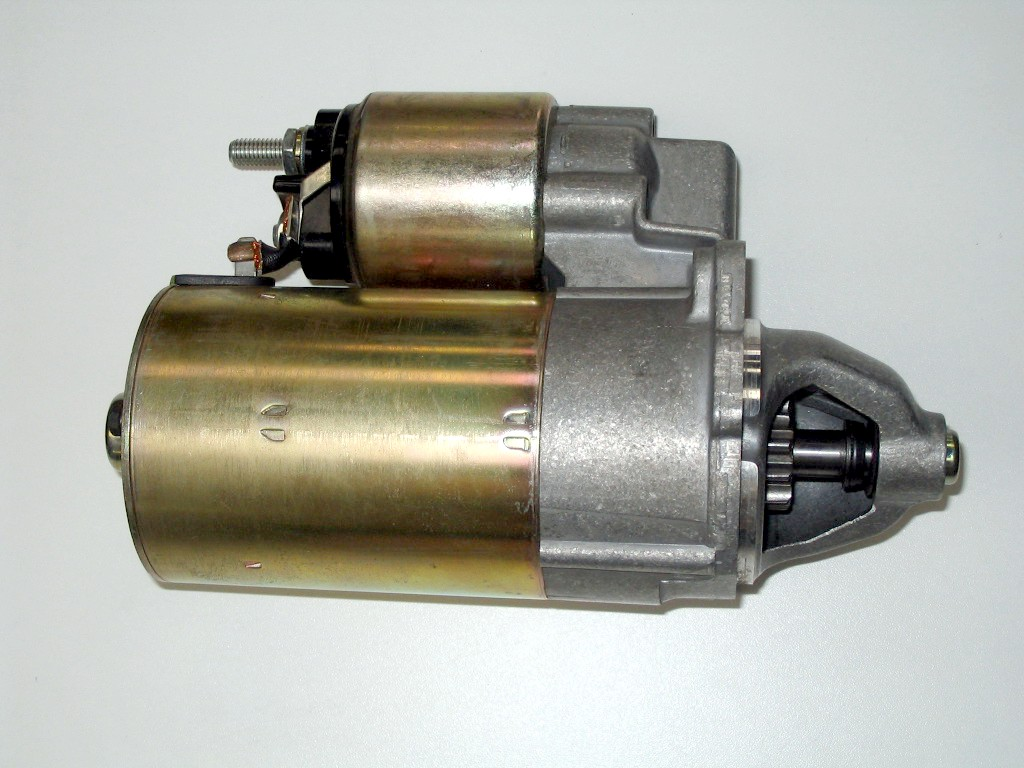

스타터(영어: Starter) 또는 스타터 모터(영어: starter motor)는 내연 기관을 회전(크랭킹)시켜 엔진 자체의 동력으로 엔진 작동을 시작하는 데 사용되는 장치이다.
전기식, 공압식 또는 유압식이 있으며 스타터는 또한 예를 들어 매우 큰 엔진의 경우 다른 내연 기관이거나 농업 또는 굴착 응용 분야의 디젤 엔진일 수 있다.